# 琥珀千里光
琥珀千里光（学名：Senecio ambraceus）是菊科千里光属的植物。分布在俄罗斯、蒙古、朝鲜以及中国大陆的河南、陕西、河北、吉林、黑龙江、辽宁、甘肃、山东等地，生长于海拔150米至1,500米的地区，一般生于草坡，目前尚未由人工引种栽培。

## 别名
大花千里光（内蒙古植物志）、东北千里光

## 异名
- Senecio ambraceus Turcz. ex DC. var. glaber Kitam.